# Erica dodii
Erica dodii är en ljungväxtart som beskrevs av Guthrie och Bolus. Erica dodii ingår i släktet klockljungssläktet, och familjen ljungväxter. Inga underarter finns listade i Catalogue of Life.